# Maliastéka
Maliastéka (Maliasteka) är en ort i Grekland.   Den ligger i prefekturen Nomarchía Anatolikís Attikís och regionen Attika, i den sydöstra delen av landet, 40 km sydost om huvudstaden Aten. Maliastéka ligger 94 meter över havet och antalet invånare är 170.
Terrängen runt Maliastéka är lite kuperad, och sluttar söderut.  Närmaste större samhälle är Vári, 18,9 km nordväst om Maliastéka. Omgivningarna runt Maliastéka är i huvudsak ett öppet busklandskap.